# Aeroporto di Rodi-Diagoras
L'Aeroporto di Rodi-Diagoras o Aeroporto Internazionale di Rodi (IATA: RHO, ICAO: LGRP) (Κρατικός Αερολιμένας Ρόδου Διαγορας, in greco) dista circa 15 km dal centro della città di Rodi e si trova nel nord-ovest dell'omonima isola.
Intitolato al campione dei Giochi olimpici antichi, Diagora di Rodi, dispone di un solo terminal e di uno scalo commerciale dove operano numerose compagnie aeree (prevalentemente low cost) che collegano molte città europee e del Vicino Oriente.
Nel terminal vi sono vari servizi (ristoranti, caffetterie, negozi, edicole, banca, parcheggio) e il piazzale dispone di 13 stand.
L'aeroporto dispone di una pista di decollo in asfalto lunga 3 305 m con due ingressi ognuno in direzione opposta all'altro. L'ingresso 07 rivolto verso nord-est e l'ingresso 25 rivolto verso sud ovest con possibilità di avvicinamento ILS.
La gestione dell'aeroporto è stata trasferita a Fraport Greece nel 2017.